# Die Besucher (Fernsehserie)
Die Besucher (Originaltitel Návštěvníci) ist eine tschechoslowakische Science-Fiction-Fernsehserie für Kinder. Sie entstand 1981 bis 1983 als Koproduktion zwischen dem Tschechoslowakischen Fernsehen und mehreren anderen europäischen Fernsehsendern. Die Serie war 1987 auch im DDR-Fernsehen zu sehen unter dem Titel Expedition Adam ’84.
Die 15-teilige Serie mit knapp halbstündigen Folgen erschien später auch in einer Fassung mit sieben etwa einstündigen Folgen. Es spielen viele bekannte tschechische Schauspieler der damaligen Zeit mit, wie Josef Bláha (Das Mädchen auf dem Besenstiel), Dagmar Patrasová und Vlastimil Brodský (beide Die Märchenbraut), Dagmar Veškrnová (Die Tintenfische aus dem zweiten Stock) sowie der junge Viktor Král (Der fliegende Ferdinand). Auch hinter den Kulissen waren bekannte Namen beteiligt. Die Titelmusik der Serie stammt von Karel Svoboda und wurde von der Band Elektrovox Pražský výběr gespielt. Ferner spielte das Filmsinfonieorchester Prag unter der Leitung von Štěpán Koníček.

## Inhalt
Im Jahr 2484 ist die Menschheit weit fortgeschritten: Sie hat Kriege und Nationalstaaten überwunden. Die Menschen haben keine Sorgen und können Kunst und Wissenschaft nachgehen. Regiert wird die Erde vom Weltenrat (in der Serie auch Weltrat genannt), der von einem Computer beraten wird, dem Zentraldenker (im Original Centrální Mozek Lidstva = „Zentrales Gehirn der Menschheit“).
Zu Beginn der Serie stellt der Zentraldenker fest, dass die Erde durch einen Kometen bedroht sei, der bei seinem bevorstehenden Vorbeiflug an der Erde die Erdachse verschieben dürfte. Der Weltenrat diskutiert bereits eine Evakuierung bedrohter Gebiete.
Da tritt der Akademiker Filip auf. Er verweist auf das Genie von Adam Bernau, der im Jahr 2034 den Nobelpreis erhalten hat. In seinen Memoiren berichtet Bernau von einer Formel, um Kontinente und gar Welten zu verschieben; er hatte sie vor bzw. nach einem Hausbrand an seinem elften Geburtstag in drei Hefte geschrieben, die nicht bewahrt worden sind. Leider brächen die Memoiren das Thema Weltenverschiebung zugunsten der Schilderung einer „albernen Liebe“ zu dem Mädchen Ali ab, wie Filip beklagt. Der Vorsitzende des Weltenrats erkennt eine mögliche Alternative zu Evakuierungen und lässt Filip eine Zeitreise namens „Expedition Adam 84“ vorbereiten.
Zu den Expeditionsteilnehmern gehören außer dem pingeligen Bernau-Historiker Filip ein selbstbewusster Arzt, der für die Expedition den Namen Noll erhält, der zugängliche Techniker Karas und die lebensfrohe Zoolinguistin Katja. Zur Vorbereitung dient unter anderem das fragliche Haus aus Bernaus Kindheit – im Jahr 2484 ist es ein Museum.
Die Expedition reist dann ins Kamenice des Jahres 1984, als Bernau 11 Jahre alt war. Ihr Zeitreise-Apparat ist in einem zeitgenössisch aussehenden Lada Niva untergebracht; sie geben sich als Geodäten aus, die für eine zu bauende Straße die Gegend vermessen. In Kamenice begegnet die Expedition nicht nur dem jungen Adam, einem neugierigen Lausbub, sondern auch seinen strengen und engstirnigen Eltern, der Schulkameradin Ali sowie dem naiven, aber praktisch veranlagten Eigenbrötler Alois Drchlík. Letzterer wird von den Besuchern als der Große Lehrmeister erkannt, einen großväterlichen Freund, den Bernau in den Memoiren erwähnt hatte. Die Besucher freunden sich mit Drchlík an. Als Adam eine Überschwemmung verursacht, begleicht Drchlík den entstandenen Schaden mit dem Gewinn aus einer Sportwette, wobei er das Spielergebnis vorab aus einer von den Besuchern mitgebrachten Zeitung kannte.
Die Zeitreisenden haben allerlei Schwierigkeiten, sich im Jahr 1984 zurechtzufinden. Sie sind im Umgang mit Geld ungeübt und geben es zu leichtfertig aus; sie verlieren Werkzeuge der Zukunft wie eine Laser-Säge usw. Sie leiden auch unter manchem Irrtum des Zentraldenkers, der ihnen beispielsweise weiteres Geld zukommen lässt, allerdings wertloses aus dem Jahr 1884. Karas interessiert sich für die Technik sowie Essen und Trinken des Jahres 1984, während Noll und Katja sich in Einwohner von Kamenice verlieben. Filip befiehlt ihnen immer wieder, sich auf die Aufgabe der Expedition zu konzentrieren. Sein Interesse gilt ausschließlich dem von ihm verehrten Adam Bernau, in dem er allein den späteren Nobelpreisträger sieht.
Letzten Endes können die Besucher sich keines der drei Hefte bemächtigen und reisen enttäuscht zurück, bevor die echten Geodäten nach Kamenice kommen. Kurz zuvor retten sie Drchlík vor einem Unfall mit einem Tanklastwagen und nehmen ihn mit in das Jahr 2484. Dort erkennt Drchlík, dass der Zentraldenker schief steht, und behebt dies mit einem Stück Holz. Der zurechtgerückte Computer verkündet sogleich, dass er sich geirrt habe und dass die Erde nicht in Gefahr sei. Die Menschen der Zukunft sind erleichtert und erfreuen sich an Mitbringseln der Besucher wie einem Zauberwürfel.
Nach der Überschwemmung durfte Adam seine Freundin Ali eine Zeitlang nicht sehen. In der letzten Szene der Serie erzählt der Junge seiner Freundin, dass er in dieser Zeit an einer Formel gearbeitet habe, um Welten zu verschieben. Ali erklärt diese Arbeit für beendet, da sie ja wieder beisammen seien und er versprochen habe, ihr ein Gedicht zu schreiben. Gemeinsam fahren sie auf Fahrrädern davon.

## Themen
Die Besucher ist eine positive Utopie, die den Menschen der Zukunft ein sorgenfreies Leben vorhersagt. Kriege und Geldwirtschaft sind überwunden, die Menschen leben nach dem kommunistischen Prinzip „jedem nach seinen Bedürfnissen, jedem nach seinen Fähigkeiten“. Ein weiser, entscheidungsfähiger Weltenrat aus Männern und Frauen mit verschiedenen Hautfarben regiert die Menschheit und respektiert auch Minderheiten wie die Delfine, die ebenfalls im Weltenrat repräsentiert sind. Offensichtlich sprechen alle Menschen dieselbe Sprache, auch wenn ihre Namen unterschiedliche Kulturen vermuten lassen. Die Menschen von 2484 schätzen sich selbst glücklich und denken schlecht von der Vergangenheit; schockiert sehen die Expeditionsteilnehmer bei ihrer Vorbereitung alte Filmaufnahmen von Kriegen, Unfällen und Demonstrationen.
Zu den technischen Errungenschaften gehören die Besiedlung des Mondes sowie Reisen zum Mars und weiteren Zielen. Krankheiten gibt es nicht mehr. Alkohol wurde in einer Volksabstimmung verboten; laut Techniker Karas wird das Verbot allerdings heimlich missachtet. Zur Unterhaltung dienen edukative Quiz-Sendungen zur Kunstgeschichte (in einem zwar interaktiven, aber anscheinend immer noch linear ausgestrahlten Fernsehprogramm). Die Menschen sind allesamt kahl und tragen, zumindest außerhalb der Familie, Perücken. Für übrige Nacktheit schämen sie sich nicht.
Die Erde wird laut erster Folge von einem rotierenden Nebel bedroht, der im Weiteren stets als Komet bezeichnet wird. Erwähnt wird ein Zeitalter der Überbevölkerung 200 Jahre zuvor, und auch das Bermudadreieck. Außerirdische kommen in der Serie zwar nicht vor, aber Drchlík hält die Besucher zunächst für solche.
Die Welt der Zukunft ist allerdings nicht perfekt. Streit zwischen Menschen und charakterliche Schwächen gibt es immer noch. Zwar ist die Menschheit der Zukunft in Bezug auf die heimliche Überwachung durch Kameras sensibilisiert, und sie hat auch Zeitreisen verboten, nachdem es zu Missbrauch gekommen war. (Die Expedition Adam 84 erhält eine Ausnahmegenehmigung.) Doch die Menschen des Jahres 2484 verlassen sich zu sehr auf einen Computer, dessen Berechnungen sie selbst nicht nachvollziehen können – trotz kleiner Fehler, die sie bemerken. Es ist schließlich ein hemdsärmeliger Mann aus der Vergangenheit, der den Zentraldenker repariert. Die Besucher entdecken auch manches Liebenswürdige am Leben im Jahr 1984; überhaupt sind Liebe, Freundschaft und Familie zentrale Themen der Serie.
Wie viele fiktive Zeitreisenden sind auch die Besucher darauf bedacht, nicht in die Vergangenheit einzugreifen. Anscheinend können die Besucher entsprechende Folgen ihres Handelns abwehren; sie kehren jedenfalls in ein unverändertes 2484 zurück. Es gelingt ihnen auch, Fotoaufnahmen von sich zu zerstören, bevor sie in die Zeitung gelangen. Dass sie Drchlík vor einem Unfall retten, der ihn normalerweise getötet hätte, ist aber Zufall. Da der Tanklastwagen beim Unfall explodiert, wundern die Menschen in Kamenice sich nicht, dass sie nur Drchlíks Fahrrad, aber nicht seine Leiche finden. Beerdigt wird ein leerer Sarg.
Die Serie problematisiert nicht nur ungenaue Geschichtsbilder, sondern auch das Memoirenschreiben und dekonstruiert den Geniekult. So erinnert der alte Bernau sich fälschlicherweise daran, wie ihm ein bestimmtes Heft von Ali geschenkt worden sei, während Filip beobachtet, dass es ein anderes Mädchen gewesen ist. Fragwürdig ist ferner Bernaus Aussage, seine Kindheit sei von „Familienharmonie“ geprägt gewesen.
Solche Unstimmigkeiten lassen ahnen, dass Filips Theorie, der Junge habe eine Formel zur Rettung der Zukunft gefunden, nicht aufgehen könnte. Filip selbst bleibt unfähig, in Adam einen normalen Jungen zu erkennen und seine Theorie kritisch zu hinterfragen.
Ob Adam die Formel entwickelt hat oder entwickeln hätte können, wird in der Serie nicht mit letzter Sicherheit beantwortet. Adam ist mathematisch begabt; Filip erteilt ihm Nachhilfeunterricht, wodurch sich seine Schulnoten verbessern. Bis zuletzt entdeckt Filip allerdings Fehler in Adams Berechnungen für die Schule und auch in einer Formel zur Verschiebung von Welten, die Adam auf eine Speisekarte geschrieben hat. Adam erklärt, dass er sie aus einem Science-Fiction-Roman („Die Reise zum tätowierten Planeten“) hat, worauf Filip nicht weiter eingeht.
Der alte Bernau schreibt schließlich in seinen Memoiren über den Verlust der drei Hefte: „Ich bedaure dies zutiefst, denn die kindliche Fantasie kennt keine Grenzen. Ich bin davon überzeugt, dass eine gewisse naive Idee, der durch Regeln keine Grenzen gesetzt war, mich damals bereits dazu geführt hat, breitere Möglichkeiten zur Überwindung von Zeit und Raum anzudeuten, als ich sie später in der Praxis bewiesen habe.“

## Namen der Hauptfiguren
Die vier Hauptpersonen heißen ursprünglich Rudolf Filip, Leo Kane, Jacques Michell und Emilia Fernandez, was auf ihre Herkunft aus unterschiedlichen Kulturkreisen schließen lässt (vgl. Sulu, Chekov, Uhura in Raumschiff Enterprise). Die Namen Filip, Kane, Michell und Emilia sind auch im Rand des Emblems der Expedition Adam ’84 zu lesen. Für ihre Reise ins Böhmen der Vergangenheit erhalten sie (bis auf den Historiker Rudolf Filip) landestypische Tarn-Namen: Emil Karas, Michael Noll, Káťa Jandová (deutsch: Katja Jandova).
Bereits im Vorwort von Gert K. Müntefering zur deutschen Buch-Ausgabe vom November 1983 ist von einem Ota Hofman zugelaufenen Dackel die Rede, den er „den eleganten Philipp“ genannt und der so als Inspiration für den Historiker-Namen gedient haben soll.
In der tschechischen Buch-Ausgabe von 1985 heißt der Historiker František Rudolf, der Techniker (wie bereits in der mehrteiligen Ausgabe in der Zeitschrift Pionýr 1983/84) Kars statt Kane.
Nach der Erstausstrahlung hatte sich die Witwe des Archäologen Jan Filip Ende 1983 beim Tschechoslowakischen Fernsehen beschwert, weil sie durch die kauzige Figur des Historikers Rudolf Filip das Persönlichkeitsrecht ihres 1981 verstorbenen Mannes verletzt sah. Sie klagte, und im Oktober 1989 gab ihr das Bezirksgericht für Prag 1 recht, weitgehend bestätigt 1990 vom Stadtgericht Prag. Daraufhin durfte die Serie in ihrer ursprünglichen Fassung nicht mehr ausgestrahlt werden, und es erfolgte eine Nachsynchronisation mit dem ebenfalls zweisilbigen Namen Richard statt Filip, was laut Regisseur Jindřich Polák etwa hunderttausend Kronen (ca. 5000 DM) gekostet hat. Die 7-teilige Fassung wurde in Nachsynchronisation erstmals 1994, die 15-teilige Fassung samt Spezial-Folge erstmals 2000 im Tschechischen Fernsehen ausgestrahlt. Ironischerweise erhielt Richard nun denselben Vornamen wie der Archäologe: Jan.

## Produktion

### Besetzung

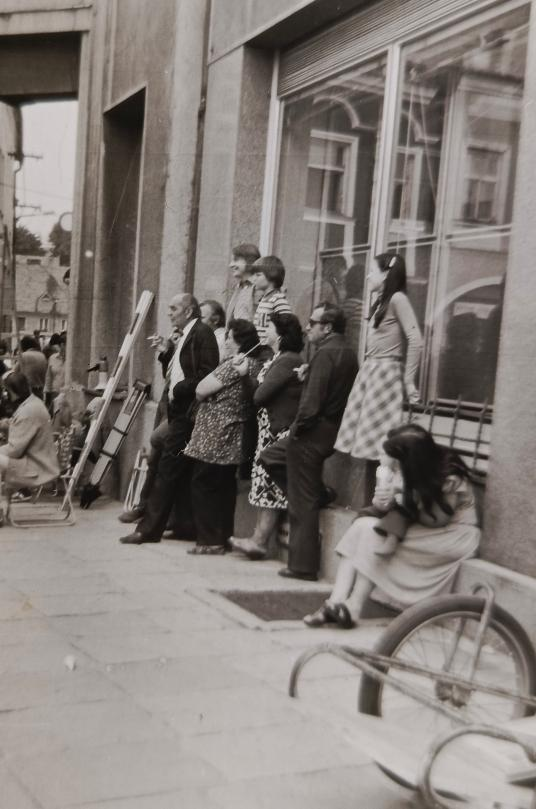
Szene mit Josef Bláha und Josef Dvořák während der Dreharbeiten in Pelhřimov

| Figur                                                                     | Darsteller         | Deutscher Sprecher                      |
| ------------------------------------------------------------------------- | ------------------ | --------------------------------------- |
| Rudolf Filip (in späterer tschechischer Fassung: Jan Richard), Historiker | Josef Bláha        | Holger Hagen (DDR: Manfred Wagner?)     |
| Leo Kane alias Emil Karas, Museumstechniker                               | Josef Dvořák       | Peter Thom                              |
| Jacques Michell alias Michael Noll, Epidemiologe                          | Jiří Datel Novotný | Sigmar Solbach                          |
| Emilia Fernandez alias Katja Jandova, Zoolinguistin                       | Dagmar Patrasová   | Susanna Bonasewicz                      |
| Adam Bernau, Schüler                                                      | Viktor Král        | Benjamin Brüdern                        |
| Karl Bernau, Adams Vater                                                  | Evžen Jegorov      | Wolfgang Hess                           |
| Alice Bernau, Adams Mutter                                                | Dagmar Veškrnová   | Viktoria Brams                          |
| Ali Lábusová, Adams Freundin                                              | Klára Pollertová   | Alana Horrigan                          |
| Alois Drahoslav Drchlík, der Große Lehrmeister                            | Vlastimil Brodský  | Herbert Steinmetz (DDR: Klaus Mertens?) |
| Schuldirektor                                                             | Otto Šimánek       | Horst Raspe                             |
| Franz Milos, Hotelchef                                                    | Jiří Císler        | Klaus Löwitsch                          |
| Helene, Zimmermädchen                                                     | Jitka Molavcová    | Susanne Beck                            |
| Karussell-Ede                                                             | Jiří Kodet         | Arthur Brauss                           |
| Polizist Vyskočil                                                         | Vladimír Menšík    | Günter Strack                           |
| 2. Polizist                                                               | Jiří Lábus         | Ivar Combrinck                          |
| Petr Malát, Journalist                                                    | Jan Hartl          | Pierre Peters-Arnolds                   |
| Olga, Ärztin                                                              | Dana Bartůňková    | Karin Anselm                            |
| Vorsitzender des Weltrats                                                 | Borivoj Navrátil   | Fred Maire                              |
| Vorsitzender des Sicherheitsrats (2. Weltrat)                             | Otakar Brousek     | Horst Naumann                           |
| Zentraldenker                                                             | Miroslav Moravec   | Tonio von der Meden                     |
| Erzähler                                                                  | Vladimír Brabec    | Erik Schumann                           |

### Drehorte
Die mehrfach in den Folgen 2 und 3 erwähnte Strecke Sturmkoppe (tschech. Bouřňák)–Kamenice deutet darauf hin, dass das fiktive Kamenice im nördlichen Böhmen angesiedelt ist (gedacht werden könnte an Česká Kamenice). Drehort für Kamenice war jedoch überwiegend Pelhřimov im südöstlichen Böhmen, beispielsweise am Masaryk-Platz mit dem Rathaus (als Hotel Löwe) und die Schulgebäude. Als Inneres des Hotels Löwe diente ein Haus in Zentrum des nahen Počátky. Der Turm und das Krankenhaus von Kamenice liegen in Prag, Drchlíks Haus im Okres Příbram. Die Häuser von Adam und Ali befinden sich in Brünn, Burg Kruzenberg ist Burg Pernštejn, und die Schneefelder liegen im slowakischen Vrátna-Tal. Außerhalb der Tschechoslowakei wurde in den Niederlanden (Dolfinarium Harderwijk) und im Südosten von Rügen gedreht. Die meisten Innenszenen entstanden in den Filmstudios Barrandov.

### Sonstiges
Mehrere Fahrzeuge wie der Škoda 100 der Familie Bernau (Folge 4), der Škoda 120 von Olgas Familie (Folge 12) und die „Ente“ der Basketballspielerinnen (Folge 13) tragen Kennzeichen mit den tatsächlich nicht vergebenen Buchstaben „KC“, die offenbar für Kamenice stehen sollen (bis 1949 fand Č-KC Verwendung für Kralovice).

## Veröffentlichung

### Originalversion
Die Science-Fiction-Serie wurde in 15 Episoden ausgestrahlt. Hinzu kam das Making-of Besuch bei den Besuchern als 16. Folge. Die Erstausstrahlung der ca. 30-minütigen Folgen fand im Tschechoslowakischen Fernsehen (ČST) vom 5. November 1983 bis zum 11. Februar 1984 im wöchentlichen Rhythmus statt. Die deutschsprachige Erstausstrahlung erfolgte in der Schweiz im Schweizer Fernsehen (SF) freitags vom 2. Dezember 1983 bis zum 30. März 1984. In der Bundesrepublik Deutschland zeigte das erste deutsche Fernsehen die Serie vom 1. Januar bis zum 15. April 1984. Die Synchronisation wurde von der Bavaria Atelier GmbH erstellt. Diese Fassung erschien in Deutschland am 22. Mai 2009 als DVD bei Universum Film. Eine digital restaurierte Sammler-Edition auf Blu-ray Disc und DVD von der Leonine S&D WDR Group (Sony Music) wurde am 4. November 2022 veröffentlicht.
| Nr. | Deutscher Titel                  | Originaltitel             | Premiere ČSSR (ČST) | Dt. Premiere Schweiz (DRS) | Dt. Premiere BRD (ARD)… DDR (DDR F 1)                           |
| --- | -------------------------------- | ------------------------- | ------------------- | -------------------------- | --------------------------------------------------------------- |
| 1   | Im Jahre 2484                    | Země roku 2484            | 5. Nov. 1983        | 2. Dez. 1983               | 1. Jan. 198418. Juli 1987 als Die Erde im Jahre 2484            |
| 2   | Stufen in die Vergangenheit      | Výprava do minula         | 12. Nov. 1983       | 9. Dez. 1983               | 8. Jan. 198425. Juli 1987 als Expedition in die Vergangenheit   |
| 3   | Kontakt                          | Návštěvníci přicházejí    | 19. Nov. 1983       | 16. Dez. 1983              | 15. Jan. 19841. Aug. 1987 als Die Besucher kommen               |
| 4   | Aktion Heft 1                    | Akce: Sešit 1             | 26. Nov. 1983       | 23. Dez. 1983              | 22. Jan. 19848. Aug. 1987 als Heft Nr. 1                        |
| 5   | Nur nicht auffallen              | Hlavně nenápadně          | 3. Dez. 1983        | 30. Dez. 1983              | 29. Jan. 198422. Aug. 1987 als Hauptsache unauffällig           |
| 6   | Das Geheimnis des großen Lehrers | Tajemství velkého učitele | 10. Dez. 1983       | 6. Jan. 1984               | 5. Feb. 198412. Sept. 1987 als Das Geheimnis des großen Lehrers |
| 7   | Kirmes um Mitternacht            | Půlnoční kolotoč          | 17. Dez. 1983       | 13. Jan. 1984              | 12. Feb. 198419. Sept. 1987 als Mitternachtskarussell           |
| 8   | Genie hinter Mauern              | Génius v hladomorně       | 25. Dez. 1983       | 20. Jan. 1984              | 19. Feb. 198426. Sept. 1987 als Der Genius im Hungerturm        |
| 9   | 43 Grad Fieber                   | Sólo pro návštěvníky      | 26. Dez. 1983       | 27. Jan. 1984              | 26. Feb. 19843. Okt. 1987 als Solo für die Besucher             |
| 10  | Adam 84 – bitte melden!          | Stav nouze                | 31. Dez. 1983       | 3. Feb. 1984               | 4. März 198410. Okt. 1987 als Notstand                          |
| 11  | Es geschah morgen                | Stane se zítra            | 7. Jan. 1984        | 10. Feb. 1984              | 11. März 198417. Okt. 1987 als Es wird morgen geschehen         |
| 12  | Millionen aus der Zukunft        | Peníze z hvězd            | 14. Jan. 1984       | 2. März 1984               | 18. März 198424. Okt. 1987 als Geld aus den Sternen             |
| 13  | Entdeckt                         | Prozrazení                | 21. Jan. 1984       | 9. März 1984               | 25. März 198431. Okt. 1987 als Verrat                           |
| 14  | Wasser und Tränen                | Po nás potopa             | 28. Jan. 1984       | 16. März 1984              | 1. April 19847. Nov. 1987 als Nach uns die Sintflut             |
| 15  | Kleine Reparatur der Welt        | Návrat do budoucnosti     | 4. Feb. 1984        | 23. März 1984              | 8. April 198414. Nov. 1987 als Rückkehr in die Zukunft          |
| 16  | Besuch bei den Besuchern         | Návštěva u Návštěvníků    | 11. Feb. 1984       | 30. März 1984              | 15. April 1984–                                                 |

### Miniserie
1986 strahlte das Tschechoslowakische Fernsehen (ČST) Die Besucher als siebenteilige Miniserie inklusive des Making-of vom 31. März bis zum 10. Mai des Jahres aus. Dabei wurden die ersten drei Episoden zu einer langen Folge von 80 Minuten sowie die zwölf weiteren Episoden zu sechs Teilen mit jeweiligen Spielzeit von etwa einer Stunde zusammengefasst. In Deutschland zeigte das MDR Fernsehen die Version mit sieben Folgen erstmals vom 26. Juni bis zum 10. Juli 2002.
| Nr. | Deutscher Titel                  | Originaltitel             | Premiere ČSSR (ČST) | Dt. Premiere (MDR) |
| --- | -------------------------------- | ------------------------- | ------------------- | ------------------ |
| 1   | Im Jahre 2484                    | Země roku 2484            | 31. März 1986       | 26. Juni 2002      |
| 2   | Nur nicht auffallen              | Hlavně nenápadně          | 6. Apr. 1986        | 27. Juni 2002      |
| 3   | Das Geheimnis des großen Lehrers | Tajemství velkého učitele | 12. Apr. 1986       | 28. Juni 2002      |
| 4   | 43 Grad Fieber                   | Sólo pro návštěvníky      | 19. Apr. 1986       | 3. Juli 2002       |
| 5   | Es geschah morgen                | Stane se zítra            | 27. Apr. 1986       | 4. Juli 2002       |
| 6   | Entdeckt                         | Prozrazení                | 2. Mai 1986         | 5. Juli 2002       |
| 7   | Kleine Reparatur der Welt        | Návrat do budoucnosti     | 10. Mai 1986        | 10. Juli 2002      |
| 8   | Besuch bei den Besuchern         | Návštěva u Návštěvníků    | 10. Mai 1986        | –                  |

### Begleitmaterial
- Ota Hofman: Die Besucher. VGS Verlagsgesellschaft, Köln 1983, ISBN 3-8025-5025-0.
- Der Soundtrack wurde 1984 auf LP herausgegeben, auf Supraphon 1113 3473H. Sie enthielt außerdem die Filmmusik aus Der fliegende Ferdinand. 2004 ist eine CD mit beiden Soundtracks bei Universal in der Tschechischen Republik erschienen.

## Kritik
„233 Drehtage waren nötig um ein weiteres Werk des Pan Tau-Teams Jindrich-Polak/Ota Hofman zu schaffen. Und es hat sich gelohnt. Gute Kinderunterhaltung.“